# Sua altezza e il cameriere
Sua altezza e il cameriere (Her Highness and the Bellboy) è un film del 1945 diretto da Richard Thorpe e scritto da Richard Connell e Gladys Lehman.

## Trama
La bella principessa Veronica (Hedy Lamarr) si reca a New York per incontrare l'editorialista di un giornale americano che ha conosciuto sei anni prima e di cui è innamorata. Dopo aver fatto il check-in nell'elegante Eaton Hotel, viene scambiata per una nuova cameriera dal fattorino Jimmy Dobson (Robert Walker), che si offre di accompagnarla in una passeggiata pomeridiana attraverso Central Park. Quando tornano, il direttore dell'hotel è scioccato nel vedere il suo fattorino con la principessa e lo licenzia per essersi permesso questa confidenza con una ospite importante. Veronica salva il lavoro di Jimmy insistendo affinché il direttore glielo assegni come suo assistente personale mentre è a New York.
Quando non lavora, Jimmy trascorre del tempo con il suo rozzo amico e collega, Albert Weever ("Rags" Ragland), e la loro buon amica nonché vicina di appartamento Leslie Odell (June Allyson), una ex ballerina che ora è costretta a letto paralizzata. Leslie e Albert si divertono ad ascoltare Jimmy leggere loro storie di fiabe sul tetto. Jimmy non immagina che Leslie sia segretamente innamorata di lui.
Nel frattempo, la compagna di viaggio di Veronica, la contessa Zoe (Agnes Moorehead), è preoccupata per il fatto che Veronica voglia riaccendere la vecchia storia d'amore con l'editorialista Paul MacMillan (Warner Anderson), un pretendente non appropriato al suo rango di principessa. Cerca di convincere Veronica a dimenticare il suo ex amante americano e sposare il fastidioso barone Zoltan Faludi, che l'ha seguita a New York. La principessa però la ignora. Quando Veronica scopre che Jimmy conosce Paul, chiede al fattorino di consegnare un invito al giornalista per un ballo formale che si terrà in hotel quella sera.
Al ballo, Veronica e Paul si rincontrano finalmente dopo sei anni. Paul è ancora deluso per il comportamento di lei. Le rimprovera di averlo abbandonato per sposare un reale, che nel frattempo è morto. Quando lei si offre di rinnovare la loro relazione, lui la rifiuta, dicendo che provengono da due mondi diversi. Dopo che se n'è andato, Jimmy la scopre a piangere e cerca di confortarla. 
Non sapendo che il fattorino si è innamorato di lei, la principessa gli propone di portarla in un bar chiamato Jake's Joint, dove Paul ama recarsi. Sapendo che il bar non è appropriato per una principessa elegante, Jimmy cerca di farle cambiare idea, ma lei insiste.
Credendo che Veronica sia innamorata di lui, Jimmy affitta uno smoking per il suo grande appuntamento. Poco prima di andarsene, Albert gli ricorda che ha trascurato la loro vicina invalida Leslie. Così egli va nella stanza della giovane e le dona il corsage che aveva comprato per la principessa. Una volta che Jimmy è uscito, la donna scoppia in lacrime, credendo che il suo amore segreto per lui non sarà mai ricambiato. Le rimangono solo delle fantasie nelle quali danza tra le braccia dell'uomo che ama.
Quella notte al Jake's Joint, mentre la principessa è alla ricerca di Paul, Jimmy vede Albert in compagnia di un gangster. Pensando di essere stato abbandonato da Jimmy, Albert si è unito alla banda. Quando il capo della banda ordina ad Albert di dare un pugno a Jimmy, l'uomo prende a pugni il gangster, e ne segue una rissa. Veronica viene coinvolta nel parapiglia generale e viene arrestata in un raid della polizia. 
Mentre Veronica è in prigione, arriva all'hotel la notizia che suo zio è morto per una caduta e che la principessa ora è diventata regina.
Al bar nel frattempo, dopo la rissa, Jimmy si riprende da un KO subito, e con Albert si dirige verso l'hotel. L'entourage della principessa nel frattempo è sconvolto dalla notizia che la donna è stata arrestata la sera prima. 
Paul arriva in prigione, fa scarcerare la principessa e la accompagna all'hotel, dove insieme apprendono che Veronica è ora la regina del suo paese. Capendo che da quel momento la donna sarà presa dalle pressioni per il suo nuovo ruolo, Paul se ne va frustrato.
Più tardi, quando una frastornata e delusa Veronica invita Jimmy ad accompagnarla in Ungheria, Jimmy interpreta male le sue intenzioni e crede che lei voglia che lui condivida il trono con lei. Dopo aver accettato la sua offerta, Jimmy fa le valigie e si ferma nella stanza di Leslie per salutarla. Volendo mostrargli che si sta riprendendo dalla sua disabilità, Leslie tenta di attraversare la stanza verso di lui, e proprio mentre cade, lui la prende tra le sue braccia. Rendendosi finalmente conto di quanto Leslie lo ami e di quanto lui la ami, Jimmy decide di rimanere a New York con lei.
Tornato in albergo, Jimmy dice a Veronica che non può andare con lei nel suo paese ed essere un "re" poiché si è reso conto di amare un'altra donna. Rendendosi conto che Jimmy ha rinunciato, equivocando, a quella che credeva essere la sua corona per stare con la donna che ama, Veronica trae ispirazione da questo per abdicare al trono e tornare da Paul, l'uomo che ama. 

Qualche tempo dopo, Jimmy balla in un nightclub con Leslie, che si è ripresa completamente. I due sono in compagnia di un'altra coppia finalmente felice, Veronica e Paul.

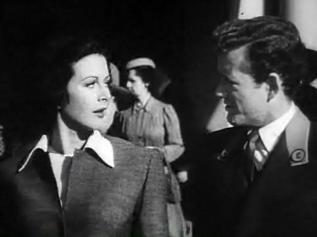
Hedy Lamarr e Robert Walker in una scena del film

## Produzione
Il film fu prodotto dalla Metro-Goldwyn-Mayer (MGM) dall'11 dicembre 1944 a fine gennaio 1945 e dal 7 febbraio a metà febbraio del 1945. La MGM dovette affrettare i tempi della produzione a causa della imminente maternità di Hedy Lamarr.
La diva risolse il suo contratto con la MGM alla fine delle riprese del film con il benestare di Louis B. Mayer e fondò una sua casa di produzione, la Mars Productions Inc. 

## Distribuzione
Distribuito dalla Metro-Goldwyn-Mayer (MGM), il film venne presentato in prima a Los Angeles l'11 settembre e a New York il 27 settembre 1945 con il titolo originale Her Highness and the Bellboy.

## Accoglienza
Il film ricevette recensioni contrastanti. Secondo i registri della MGM fu comunque un successo per aver incassato 2.280.000 dollari negli Stati Uniti e in Canada e 889.000 dollari altrove, con un profitto di ben 915.000 dollari.